# Månsing
Månsing är ett hemligt språk. Det finns en månsing som är yngre och en som är äldre. Det finns dessutom en norsk form av månsing.

## Sverige

En västgötaknalle från 1800-talet.

Förr nyttjades detta hemliga språk av kringresande västgötahandlare, så kallade knallar. Ordförrådet hämtades delvis från romani. 
Det "hemliga" bestod i att man bytte ut vissa ord mot andra mer svårbegripliga, från andra språk, eller att på olika sätt ombilda ett svenskt ord. Skälet till att språket uppkom anses vara att man sinsemellan kunde berätta saker om kunder eller leverantörer, med dem närvarande, utan att de förstod vad man pratade om. Eftersom knallarna var handelsmän så handlade deras språk givetvis mycket om pengar.
Stockholms undre värld har sedan gammalt också kallat sitt hemliga språk för månsing, och det finns ett visst gemensamt ordförråd mellan de båda språken. Därför har det föreslagits att kalla knallespråket för äldre månsing.
I stadsdelen Hulta i Borås finns en del gatunamn som kommer från månsing: Månsinggatan, Fessingsgatan, Vitingsgatan, Blejdegatan, Trallingsgatan och Hansinggatan.[källa behövs]

### Exempel
Exempel på ord från månsing vilka fortfarande finns i modernare slang är:
- fika - kaffedrickande (ombildning, så kallad backslang)
- lattjo - roligt (från romani)
- fjälla - flicka
- paj - rock
- tjacka - köpa
- lacka/lack på - sur, trött, vresig (jämför dagens slang "lacka ur")
- sno - stjäla[3]
- stålar - pengar[3]

Exempel på mynt och sedlar:
- viting - 10-öring
- blejd - 25-öring
- tralling - 50-öring
- spänn - 1-krona
- halvsläng - 50-lapp
- helsläng - 100-lapp
- storsläng - 1000-lapp

Fessing eller fässing var knallens säck som han bar varorna i.

## Norge
I Norge kallas månsing för ett svenskt och norskt løynspråk (hemligt språk). Grammatik och ordförråd är huvudsakligen norsk men med väsentliga inslag av lånord från romani, samiska och ytterligare andra språk. Av tradition har det talats av sociala utanförgrupper i städerna på Östlandet. Det räknas inte som ett eget språk utan mer som en sociolekt av svenska och norska.